# Trachymene novoguineensis
Trachymene novoguineensis är en flockblommig växtart som först beskrevs av Karel Domin, och fick sitt nu gällande namn av Buwalda. Trachymene novoguineensis ingår i släktet Trachymene och familjen flockblommiga växter. Inga underarter finns listade i Catalogue of Life.